# Comuna Pîsarivka, Vinnîțea
Pîsarivka (în ucraineană Писарівка) este o comună în raionul Vinnîțea, regiunea Vinnița, Ucraina, formată din satele Șcitkî și Pîsarivka (reședința).

## Demografie
Componența lingvistică a satului Pîsarivka
     Ucraineană (97,3%)
     Rusă (2,28%)
     Alte limbi (0,12%)
Conform recensământului din 2001, majoritatea populației satului Pîsarivka era vorbitoare de ucraineană (97,3%), existând în minoritate și vorbitori de rusă (2,28%).